# تاتا هیسپانو گلوباس
تاتا هیسپانو گلوباس (Tata Hispano Globus) خودرویی است که تولید شده‌است. 